# H&M
H&M Hennes & Mauritz («Эйч-энд-Эм Хеннес и Мауриц») — шведская компания, основанная в 1947 году Эрлингом Перссоном. Базируется в Стокгольме. Является крупнейшей в Европе розничной сетью по торговле одеждой и вторым по величине, после испанской корпорации Inditex, глобальным ретейлером одежды. На апрель 2021 года компания имела 4372 магазина по всему миру.

## История

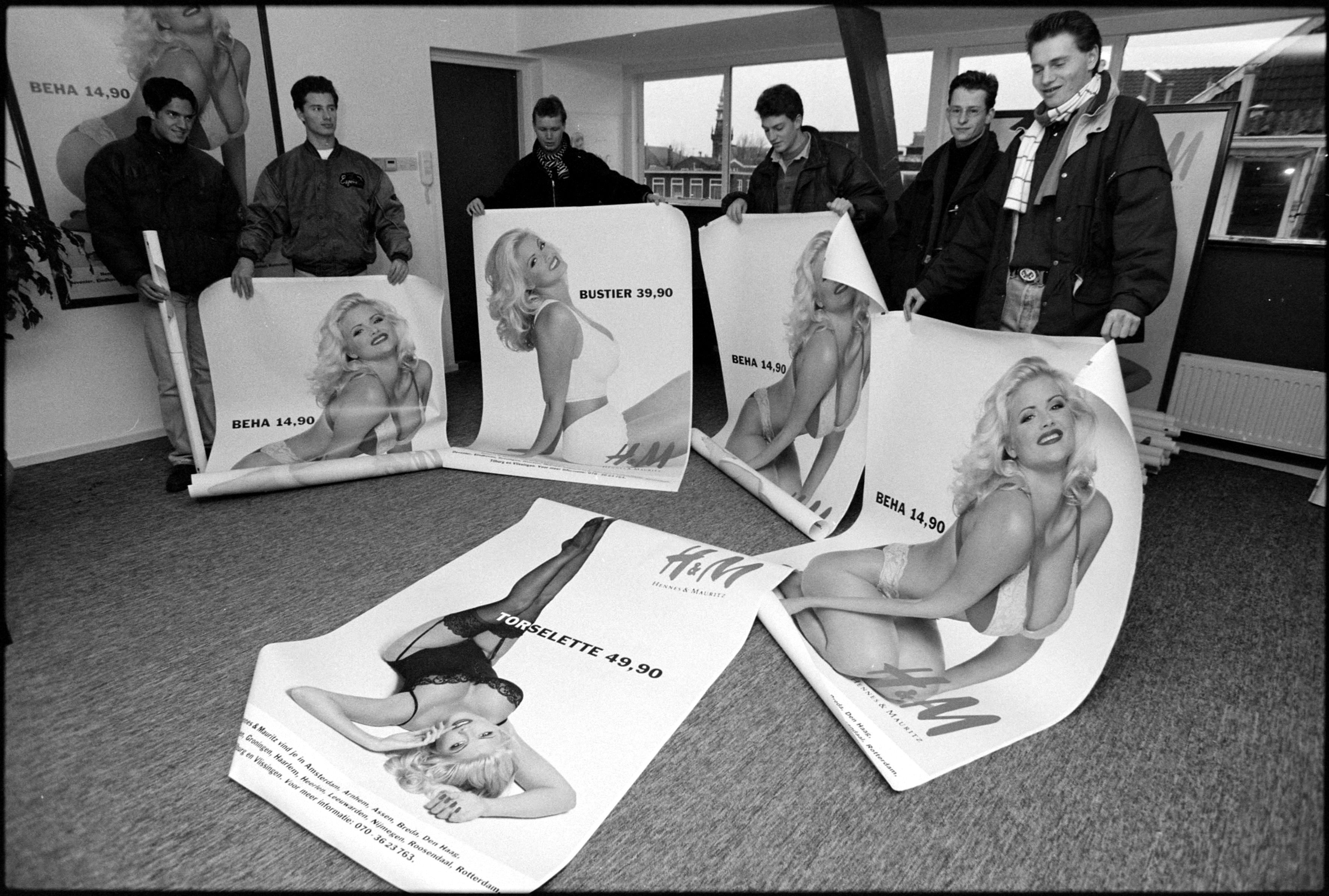
Мужчины с рекламными плакатами нижнего белья H&M в Харлеме (Голландия), декабрь 1993

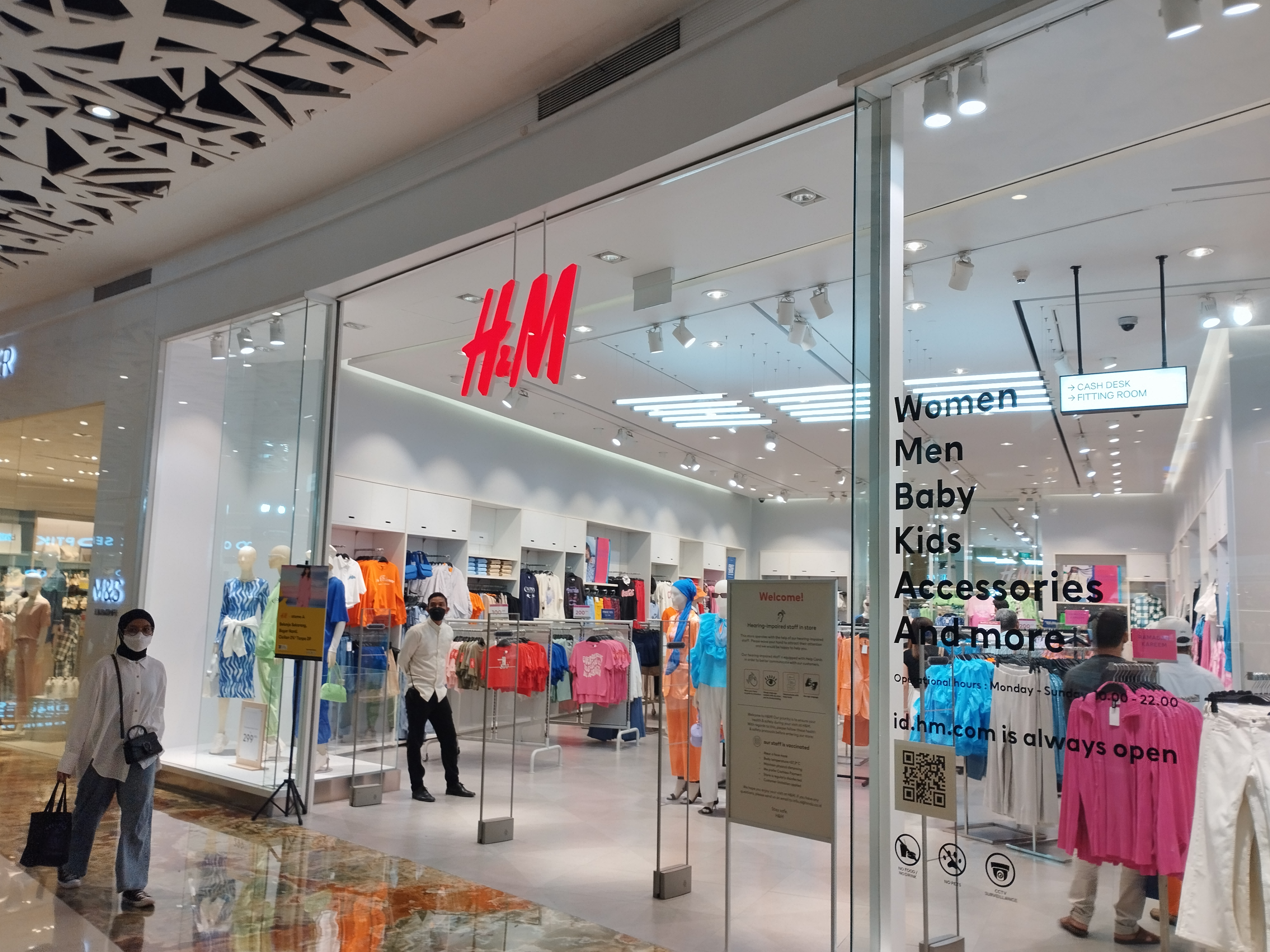
Магазин в Джакарте (Индонезия)

В 1947 году Эрлинг Перссон открыл в городе Вестерос (Швеция) магазин женской одежды Hennes (со швед. — «её»), перенеся в Швецию американскую концепцию магазинов одежды с низкими ценами и высоким товарооборотом. В течение 1960-х годов сеть магазинов Hennes охватила всю Швецию и начала выход в соседние страны — в 1964 году был открыт первый магазин в Норвегии, в 1967 году — в Дании. В 1968 году Перссон приобрёл магазин товаров для охотников Mauritz Widforss. В ассортимент были добавлены линии одежды для мужчин и детей, название компании было изменено на Hennes & Mauritz. В 1973 году была запущена линия нижнего белья; первой моделью компании стала Анни-Фрид Лингстад (солистка группы ABBA).
В 1974 году компания провела первичное публичное предложение на Стокгольмской фондовой бирже. В 1976 году в Лондоне открылся первый магазин за пределами Скандинавии. В 1977 году была запущена линия одежды для подростков Impuls и начата продажа косметики. В конце 1970-х годов компания вышла на рынок Швейцарии, а в 1980 году был открыт первый магазин в Германии. Также в 1980 году была куплена компания Rowells, занимавшаяся торговлей по каталогам. В 1982 году генеральным директором стал Стефан Пенссон, сын Эрлинга. Под его руководством компания ускорила развитие международной сети магазинов, придерживаясь концепции «глобальной моды» — ассортимент в разных странах был одинаковый. К началу 1990-х годов H&M стала 5-й крупнейшей компанией Швеции.
В 1989 году был открыт первый магазин в Нидерландах, в 1992 году — в Бельгии, в 1994 году — в Австрии, в 1996 году — в Люксембурге, в 1998 году — во Франции. В середине 1990-х годов на зарубежные продажи приходилось 70 % выручки, а к концу десятилетия одна только Германия приносила вдвое больше, чем Швеция.
В 2000 году компания вышла за пределы Европы, открыв первый магазин в США, на Пятой авеню в Нью-Йорке. Далее последовал выход на рынки Канады в 2004 году, Ближнего Востока в 2006 году и Китая в 2007 году. В 2008 году компания анонсировала начало продаж товаров для дома. Поначалу эта линия товаров распространялась исключительно путём онлайн-продаж, поэтому была доступна лишь в тех странах, где к тому моменту уже существовали интернет-магазины H&M (Дания, Финляндия, Германия, Нидерланды, Норвегия, Швеция и Великобритания).
В конце 2011 года H&M управляла 2325 магазинами, в конце августа 2012 года — 2629 магазинами. В сентябре 2013 года открылся 3000-й магазин H&M в Чэнду (Китай).
В 2016 году деятельность компании осуществлялась в 71 стране через более чем 4000 магазинов.
В 4-м квартале 2017 года продажи H&M упали на 4 % (это худший показатель за 10 лет). В связи с этим акции бренда подешевели на 13 % — до уровня 2009 года. Планировалось закрыть неэффективные магазины и начать продавать одежду в китайском онлайн-магазине Tmall, принадлежащем Alibaba. По состоянию на ноябрь 2018 года H&M и его дочерние компании имели 4968 магазинов в 71 стране — в следующие годы их число уменьшилось примерно на 10 %. На апрель 2021 года компания имела 4372 магазина по всему миру (что больше, чем у Zara и Uniqlo), 559 из которых находятся в США
В 2020 году, после провала продаж во втором квартале из-за эпидемии COVID-19, компания сообщила о прибыли в 229 млн долларов в третьем квартале (июнь—август), когда пандемия пошла на спад. Тем не менее, было объявлено о закрытии 5 % (250 магазинов) в следующем году.
В 2022 году компания решила закрыть ещё 254 магазина, одновременно открыв 89 новых (в основном, в развивающихся странах); под сокращение должны попасть 1500 сотрудников. Согласно «Форбс», на 31 августа 2022 года концерн оперирует 4664 магазинами, в сравнении с 4965 годом ранее. В целом, тенденция компании — всё более сосредотачиваться на продажах в интернете. Так, в 2022 году были открыты интернет-магазины в Колумбии, Перу и Уругвае. Одновременно дочерние бренды H&M через франшизы и различные интернет-платформы вышли на азиатский рынок, появившись в Таиланде, Малайзии, Сингапуре и на Филиппинах, а также в Австралии и Израиле.

## Собственники и руководство
Крупнейшим акционером компании по состоянию на конец марта 2025 года была семья Стефана Перссона, которой принадлежит 62,79 % акций и 82,31 % голосов. Стефан Перссон является самым богатым человеком Швеции; в мире, по оценке Forbes, в 2025 году был на 108-м месте с капиталом 17,9 млрд долларов.
Руководство:
- Карл-Юхан Перссон (Karl-Johan Persson, род. 25 марта 1975 года) — председатель совета директоров с 2020 года, в компании с 2005 года, с 2009 по 2020 год был генеральным директором; внук основателя.
- Даниель Эрвер (Daniel Ervér, род. в 1981 году) — генеральный директор с января 2024 года, в компании с 2005 года[17].

## Деятельность

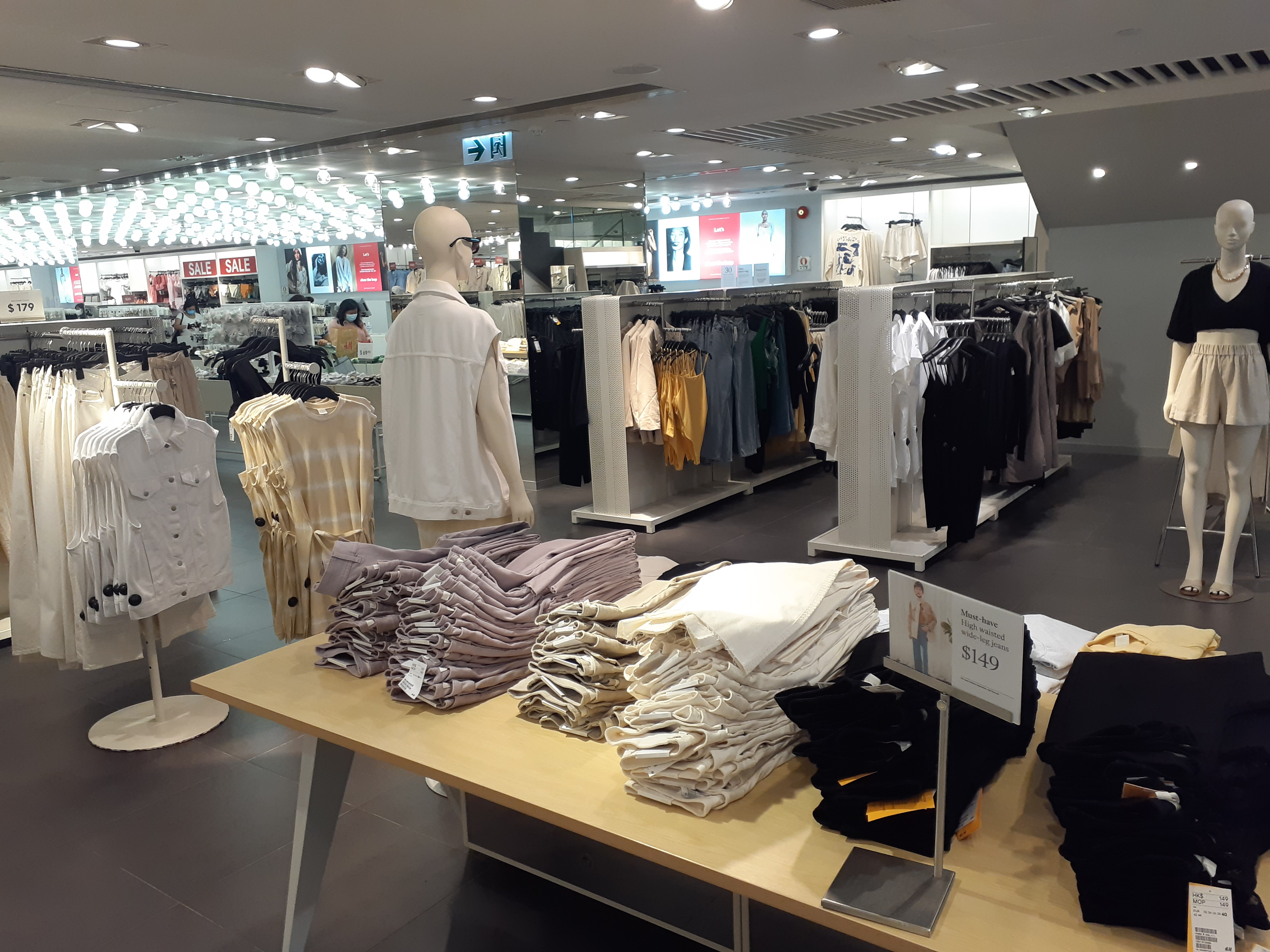
Зал магазина в Гонконге

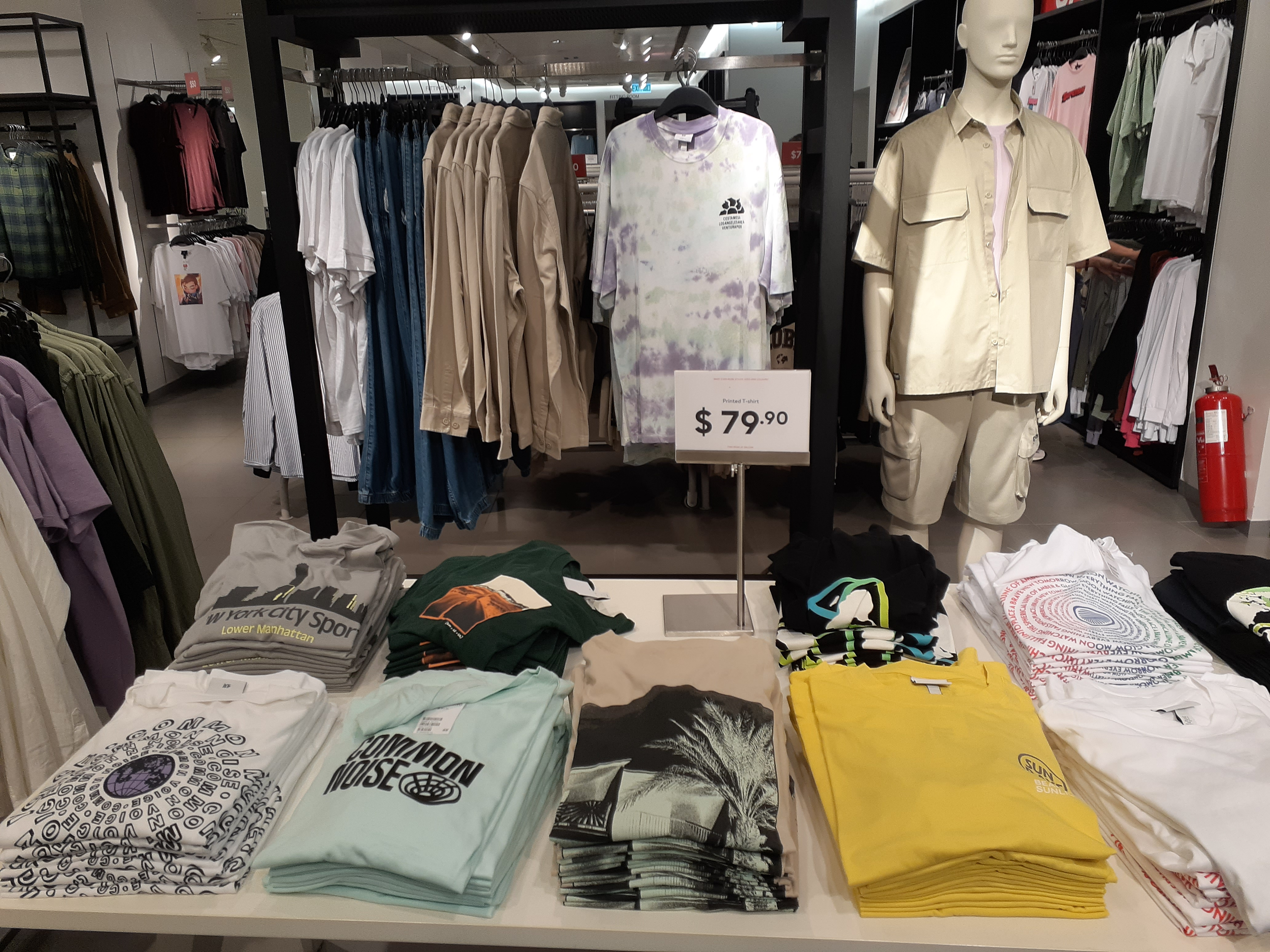
Зал магазина в Гонконге

Компания H&M известна прежде всего как бюджетный ретейлер. Основу ассортимента составляют базовые модели повседневной одежды для всей семьи, а также обувь и аксессуары. Помимо этого, компания предлагает покупателям различные товары для дома (посуду, текстиль и т. д.), косметику и парфюмерию. Компании по состоянию на 2024 год принадлежали следующие бренды:
- H&M — основной бренд, под которым работали 3777 магазинов в 78 странах; включает суббренды
  - H&M Home — товары для дома,
  - H&M Beauty — запущен в 2023 году, парфюмерия и косметика,
  - H&M Move — запущен в 2022 году, спортивная одежда;
- COS — запущен в 2006 году[18], одежда и аксессуары; 238 магазинов в 48 странах;
- Weekday — запущен в 2002 году, одежда в стиле «уличная мода»; 46 магазинов в 14 странах;
- Cheap Monday[англ.] — основан в 2004 году, куплен а 2008 году; одежда;
- Monki — запущен в 2006 году, молодёжная одежда;
- & Other Stories — запущен в 2013 году, женская одежда, обувь и галантерея; 70 магазинов в 25 странах;
- Arket — сеть магазинов одежды, включающих кафе; запущена а 2017 году; 40 точек в 17 странах;
- Singular Society — основан в 2020 году, клуб, члены которого могут приобретать товары по себестоимости, работает в странах ЕС;
- Sellpy — платформа для продажи товаров секонд-хенд, купленная в 2019 году.

По состоянию на конец 2024 года сеть компании насчитывала 4250 магазинов в 79 странах, из них в Европе было 2449, в Азии — 1049, в Америке — 759. Около 30 % выручки составили продажи через интернет. В компании работало 140 тыс. человек, из них 16 тыс. в Германии, 15 тыс. в США и 10 тыс. в Швеции.
Всю продукцию изготавливают независимые контрактные производители. Товар для компании производят более 1600 фабрик в 47 странах, в сумме на них работает 1,45 млн человек. Основными центрами производства являются Бангладеш, Вьетнам, Индия, Индонезия, Камбоджа, Китай, Мьянма, Пакистан и Турция.
Выручка компании за 2023/24 финансовый год составила 234,5 млрд шведских крон ($21,3 млрд), её распределение по регионам: Западная Европа — 34 %, Южная Европа — 13 %, Восточная Европа — 9 %, Скандинавия — 9 %, Америка — 22 %, Азиатско-Тихоокеанский регион и Африка — 13 %. Крупнейшими рынками были Германия (35,7 млрд крон), США (30,7 млрд крон), Великобритания (17,2 млрд крон), Франция (11,1 млрд крон), Швеция (8,7 млрд крон), Польша (8,4 млрд крон), Нидерланды (7,6 млрд крон), Италия (7,4 млрд крон), Швейцария (6,9 млрд крон), Канада (6,6 млрд крон).
В списке крупнейших публичных компаний мира Forbes Global 2000 за 2024 год H&M — Hennes & Mauritz заняла 790-е место.

### В России
На начало 2021 года в России имелось 155 магазинов компании, годовая выручка по итогам 2021 года составила 745 миллионов долларов. По данным за 2020 год продажи в России составили 4 % в общей доле выручки компании.
После вторжения России на Украину, в марте 2022 года компания приостановила работу своих магазинов в России, при этом, по данным СМИ, она продолжила платить зарплату своим сотрудникам в этой стране. 18 июля H&M объявил об уходе с российского рынка. Потери компании от закрытия магазинов в России составят порядка 190 млн долларов, убытки владельцев российских торговых центров от ухода H&M оцениваются в 2.3 млрд руб.

### Сотрудничество

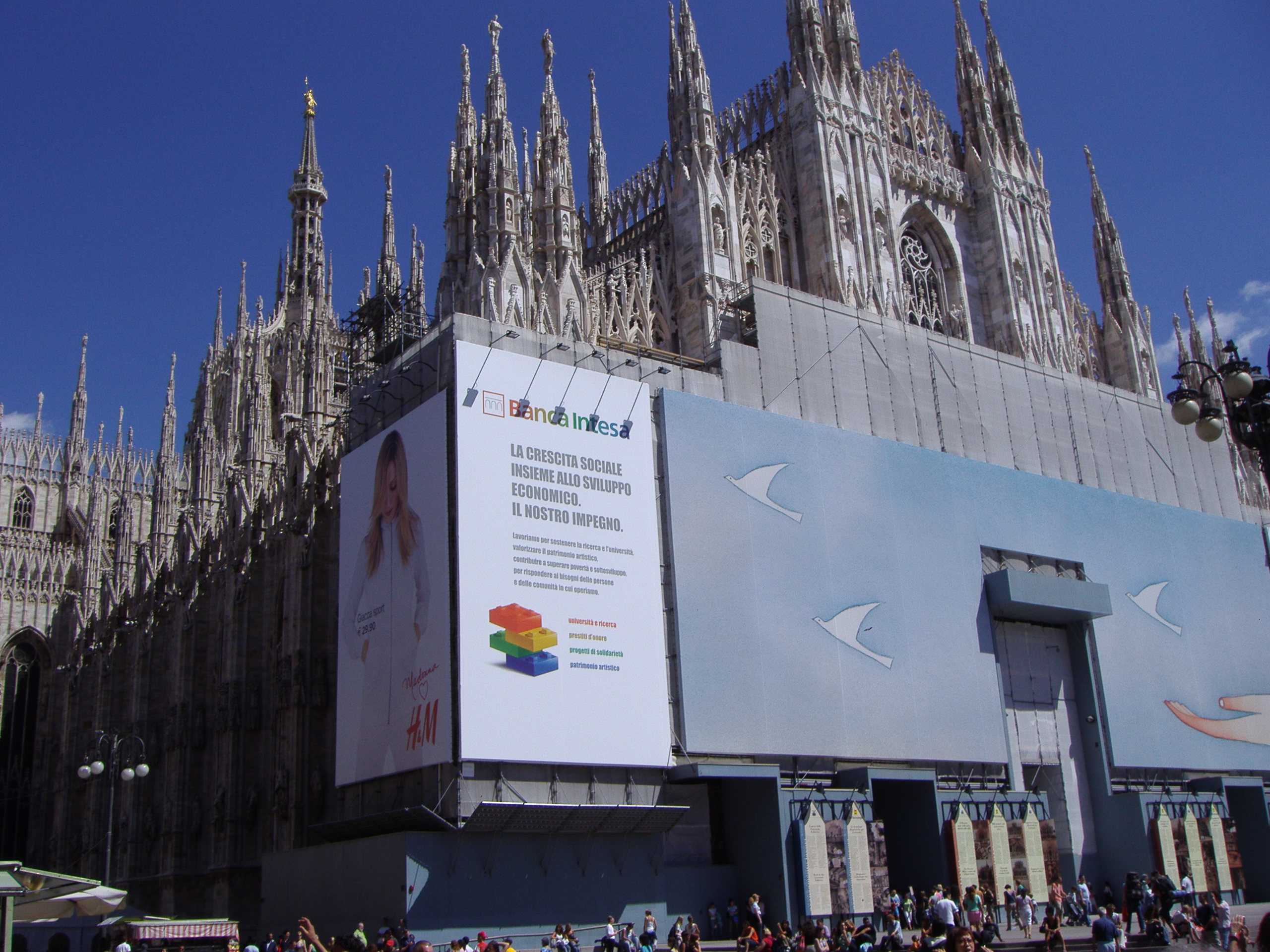
Реклама бренда на соборе Дуомо в Милане

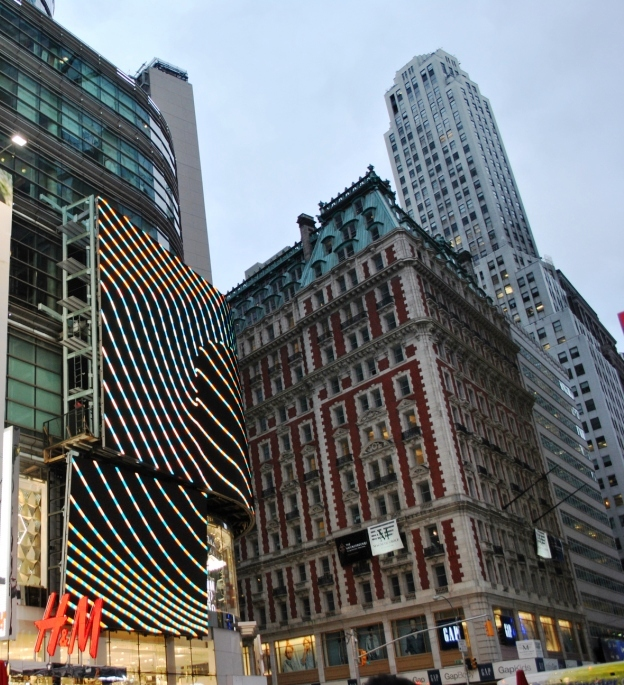
Реклама бренда на Таймс-сквер в Нью-Йорке

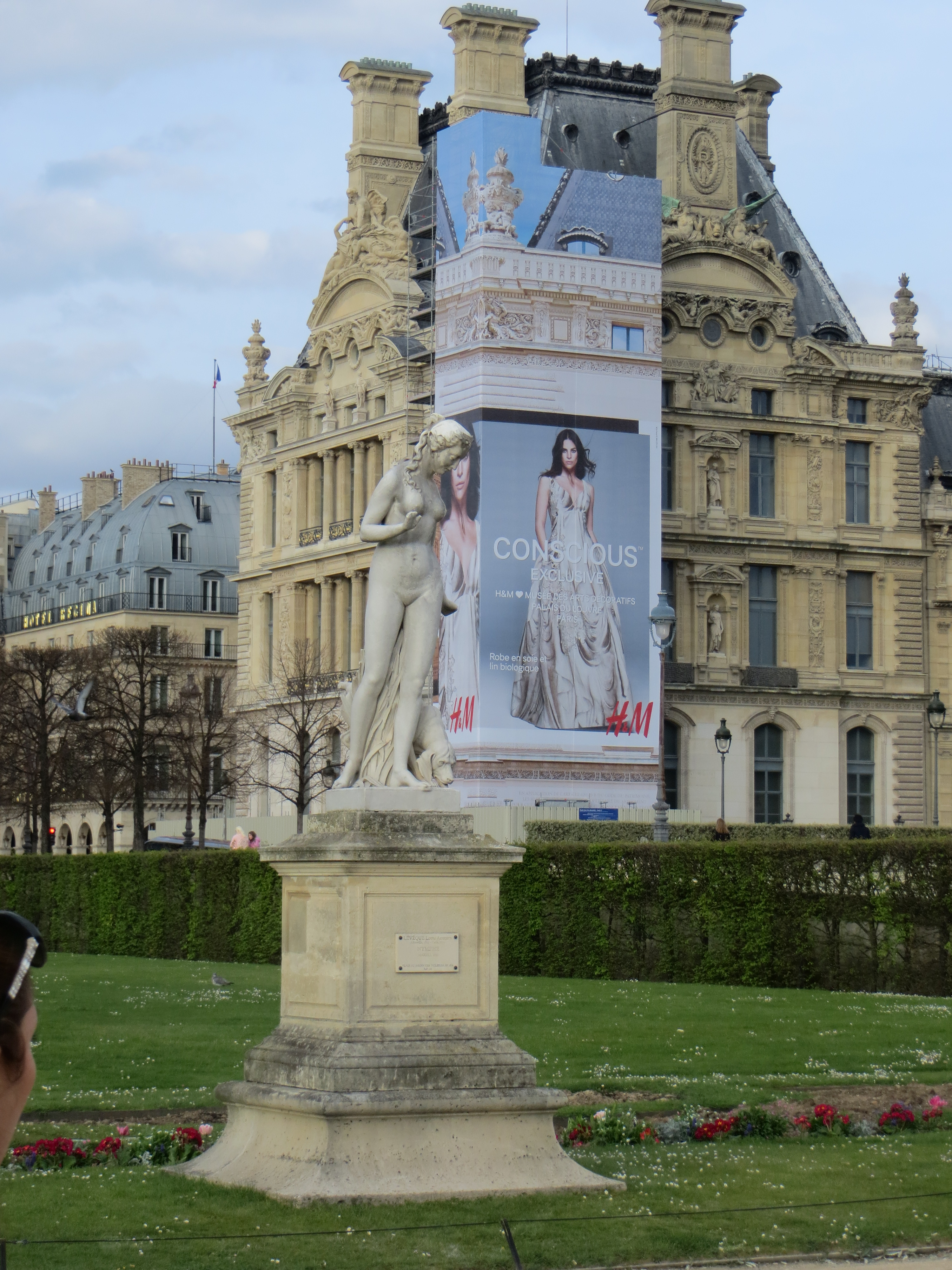
Реклама бренда на павильоне Лувра в Париже

С 2004 года компания ввела в практику выпуск коллекций в сотрудничестве с известными модельерами. Так, в ноябре 2004 года в некоторых магазинах H&M была представлена коллекция, разработанная при участии Карла Лагерфельда. Пресса сообщала об огромном ажиотаже на данные вещи, в крупных городах коллекция была распродана в течение часа.
В ноябре 2005 года была выпущена коллекция от Стеллы Маккартни, в ноябре 2006 — коллекция от авангардного нидерландского дома моды Viktor & Rolf. В марте 2006 года компания начала сотрудничество с Мадонной.
В июне 2007 года разработчик игр Maxis совместно с H&M выпустил дополнение к игре The Sims 2 — H&M Fashion Stuff, в которых были включены 60 моделей одежды и 3 магазина H&M.
В ноябре 2007 года была представлена коллекция итальянского дизайнера Роберто Кавалли. Также в 2007 году в Шанхае была представлена коллекция купальников от Кайли Миноуг. Осенью 2008 года была выпущена коллекция в сотрудничестве с японским брендом Comme des Garçons. В коллекцию весна-лето 2009 года были включены вещи дизайна британского модельера Мэтью Уильямсона. Первая коллекция включала в себя только женскую одежду и была представлена только в некоторых магазинах, вторая — женскую и мужскую (это была первая мужская коллекция дизайнера) и продавалась во всех магазинах H&M. 14 ноября в 200 магазинах была представлена коллекция обуви и сумок от Jimmy Choo.
Очередное сотрудничество H&M состоялось с Соней Рикель, которая 5 декабря выпустила коллекцию женского трикотажа, а затем — коллекцию нижнего белья. В конце 2010 года на суд публики представлена капсульная коллекция, созданная совместно с домом моды Lanvin. В конце 2011 года в свет вышла коллекция одежды, созданная в сотрудничестве H&M и Versace.
В сентябре 2012 года компания выпустила совместную осеннюю коллекцию с певицей Ланой Дель Рей. Так же было снято два проморолика с певицей, для которых она записала кавер-версию песни «Blue Velvet». 6 ноября 2014 года вышла в продажу совместная коллекция H&M и дизайнера Александра Вана. Осенью 2015 года H&M совместно с дизайнером модного дома Balmain Оливье Рустеном разработала коллекцию одежды H&M x Balmain. В ноябре 2015 H&M выпустила новогоднюю коллекцию одежды совместно с Кэти Перри. Летом 2019 года компания выпустила коллекцию совместно с Арианой Гранде, а в январе 2020 года — коллекцию Divided совместно с Билли Айлиш.

### Реклама
Традиционно для рекламы и оформления магазинов H&M используется постеры с изображением моделей на белом фоне. В рекламных кампаниях обычно задействованы известные модели, так например в кампании осень-зима 2009 года участвовали Саша Пивоварова и Энико Михалик, а в осень-зима 2010 — Джон Кортахарена.
Незамысловатые, но эффективные плакаты H&M (как правило, изображающие манекенщиц в свободных позах на простом белом фоне) стали привычной частью городского пейзажа.Тангейт Марк, Построение бренда в сфере моды: от Armani до Zara, 2007 г.

## Критика
Компания неоднократно подвергалась критике из-за негативного влияния на окружающую среду и ущемления прав рабочих в странах третьего мира. В ответ на это компания запускает линейку одежды H&M Conscious из органического хлопка и переработанных тканей, сбор которых магазин начал в 2013 году.

### Условия труда

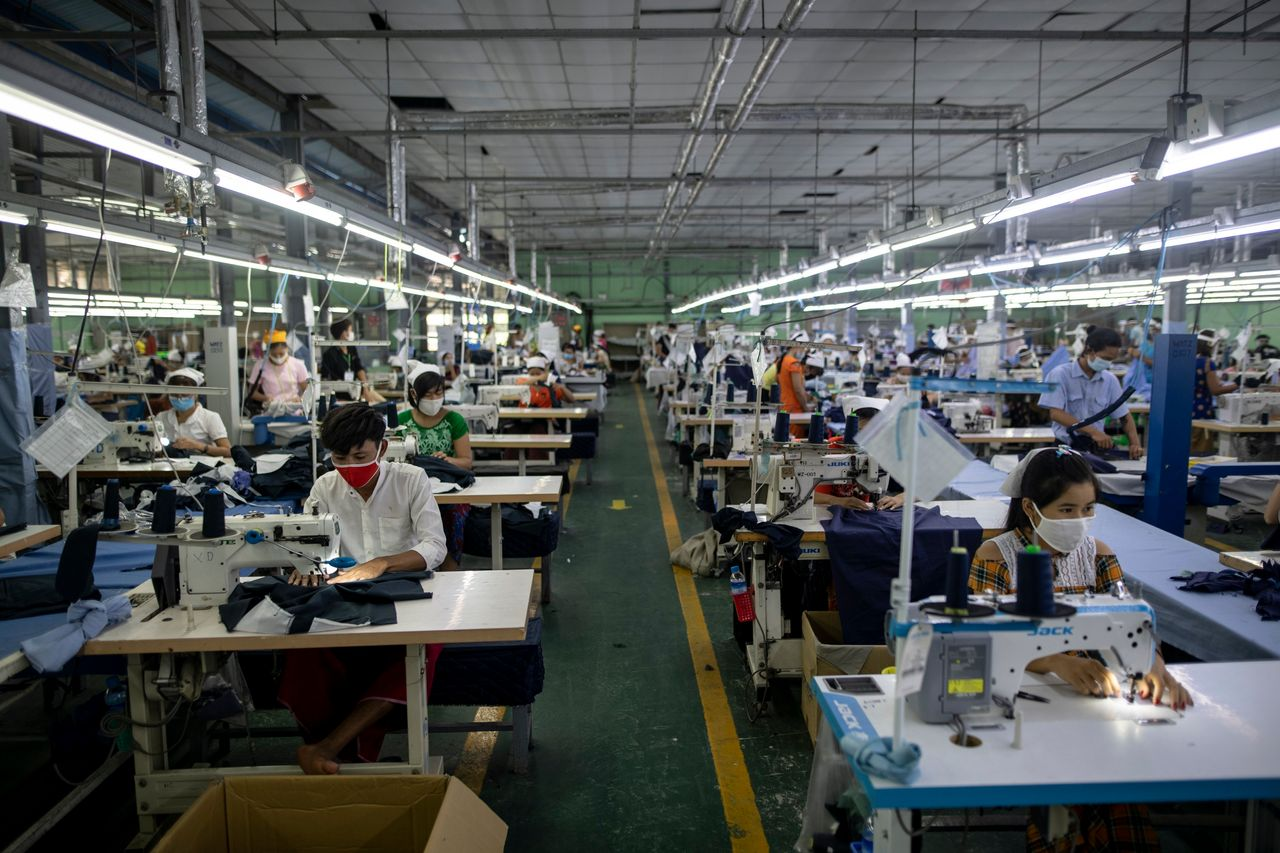
Швейный цех фабрики в Мьянме по производству одежды для H&M

В августе 2011 года за неделю почти 200 рабочих теряли сознание на одном из камбоджийских заводов H&M. Причиной признали дым от химикатов, плохую вентиляцию, недоедание рабочих. Минимальная заработная плата в Камбодже эквивалентна лишь 66 долларам в месяц — уровень, который, по мнению правозащитных групп, даже наполовину не соответствует уровню, необходимому для удовлетворения основных потребностей.
В 2011 году власти Бангладеш и международные профсоюзные группы представили подробное предложение по безопасности, предусматривающее проведение независимых инспекций швейных фабрик. План предусматривал, что инспекторы должны были иметь возможность закрывать небезопасные фабрики. Предложение предусматривало заключение юридически обязывающего договора между поставщиками, заказчиками и профсоюзами. На встрече в Дакке в 2011 году крупные европейские и североамериканские ретейлеры, включая H&M, отклонили это предложение. Дальнейшие усилия профсоюзов по продвижению этого предложения были отвергнуты, несмотря на многочисленные пожары на фабриках с человеческими жертвами.
The Guardian писала, что в 2012 году компания H&M опубликовала список фабрик, поставляющих 95 % своей одежды.
2 января 2013 года The Ecologist сообщил о том, что H&M продолжает сотрудничать с правительством Узбекистана в эксплуатации детского и взрослого принудительного труда в качестве сборщиков хлопка в Узбекистане.
После обрушения здания швейной фабрики в Саваре в апреле 2013 года H&M и другие ретейлеры подписали соглашение о безопасности производства и строительства в Бангладеш. 19 мая 2013 года завалилась текстильная фабрика, которая производила одежду для H&M в Пномпене (Камбоджа), в результате чего несколько человек получили ранения.
25 ноября 2013 года руководитель отдела устойчивого развития H&M заявил, что H&M будет стремиться к 2018 году выплачивать всем текстильным рабочим прожиточный минимум. В конце 2013 года заработная плата в Бангладеш была увеличена с 3000 така (40 долл. США) до 5300 така (70 долл. США) в месяц.
В сентябре 2015 года неправительственная организация CleanClothes.org, занимающаяся вопросами условий труда швейных рабочих, сообщила об отсутствии специальных проектов по обновлению систем пожарной безопасности на фабриках поставщиков H&M.
В июне 2016 года SumOfUs начали кампанию по оказанию давления на H&M с целью выполнения обязательства по защите швейных рабочих Бангладеш, подписанное после обрушения здания фабрики в Саваре. SumOfUs утверждают, что H&M «резко отстает от графика в устранении угроз безопасности, с которыми приходится сталкиваться своим работникам каждый день».
В феврале 2017 года The Guardian сообщила, что дети были заняты в Мьянме для производства товаров H&M и получали всего 13 пенсов (около 15 центов США) в час — то есть половину от минимальной заработной платы, установленной законом.
В марте 2021 года H&M решила отказаться от хлопка из Синьцзян-Уйгурского автономного района в связи с возможными нарушениями прав человека и использованием «подневольного труда» уйгуров. В ответ в Китае этому бренду объявили бойкот.